# De Cock en de moord op maat
De Cock en de moord op maat is het tachtigste deel van de Nederlandse detectiveserie De Cock, Peter Römer bewerkte vanaf dit boek geen televisiescripts meer van Baantjer en Grijpstra & De Gier, maar schreef hij originele nieuwe verhalen.

## Plot
In het Amsterdamse concertgebouw wordt celliste Julia de Ruyter om het leven gebracht. Rechercheur De Cock is toevallig ter plaatse en stelt vast dat Julia een rustig leven leidde. Haar leven stond in het teken van muziek. Niet lang daarna wordt er een tweede moord gepleegd. De bekende advocaat Marcel Trenité wordt dood aangetroffen in het bedrijfspand aan de Keizersgracht. De artistiek leider van het concertgebouw is inmiddels opgepakt wegens fraude, maar hoewel hij de ex-geliefde is van de celliste, kan De Cock het bewijs van moord niet rond krijgen.
Bij een derde moord op de bekende producer Paul van Nispen wordt net als bij de vorige twee moorden een blad uit een dagboek gevonden.
De Cock pijnigt zijn hersens suf en krijgt uiteindelijk een oude moordzaak die hij oploste op zijn netvlies. Ingeborg Toorop werd door het recherchewerk van de Cock dertig jaar eerder veroordeeld wegens moord op haar echtgenote. Zij is 5 weken geleden overleden. Voordat De Cock zijn klassieke val kan bedenken wordt Dick Vledder in een oud pand gegijzeld door de moordenaar. Appie Keizer spoort de locatie van Dick zijn mobiel op en De Cock en Keizer zijn net op tijd om een vierde moord te verhinderen.
Bij de afsluitende borrel bij De Cock thuis is dit keer zelfs Buitendam aanwezig. De Cock legt uit hoe de zoon van de moordenares het uit wraak had voorzien op de drie hoofdrolspelers hun kinderen en op de 'adoptiefzoon' van De Cock, Dick Vledder.